# المقر العالمي للبكتاشية
المقر العالمي للبكتاشية أو مركز البكتاشية العالمي (الألبانية: Kryegjyshata Botërore Bektashiane) هو المقر الدولي للطريقة البكتاشية، وهي طريقة صوفية. يقع في شارع ديميتير كاماردا على الحافة الشرقية لمدينة تيرانا، عاصمة ألبانيا. وهي بمثابة مركز للطريقة البكتاشية في ألبانيا. من المقترح أن يشكل الموقع أراضي ذات سيادة مستثلة للطريقة البكتاشية.
ويضم المقر الرئيس أيضًا متحفًا ومكتبة وأرشيفًا.

## معرض الصور

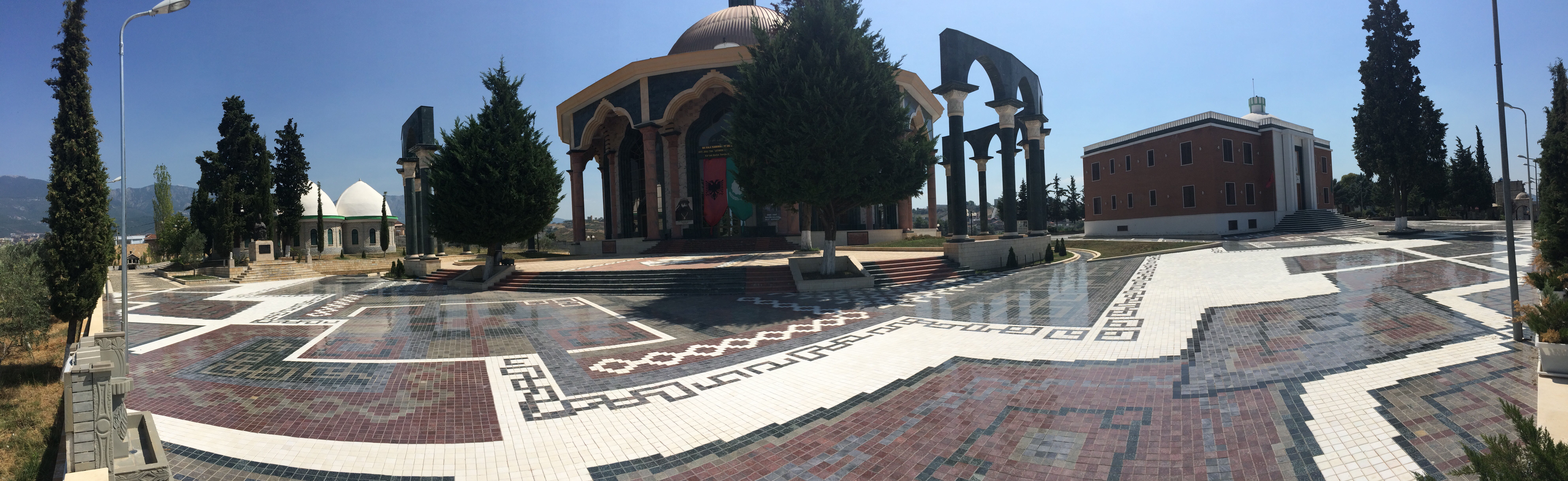
منظر بانورامي
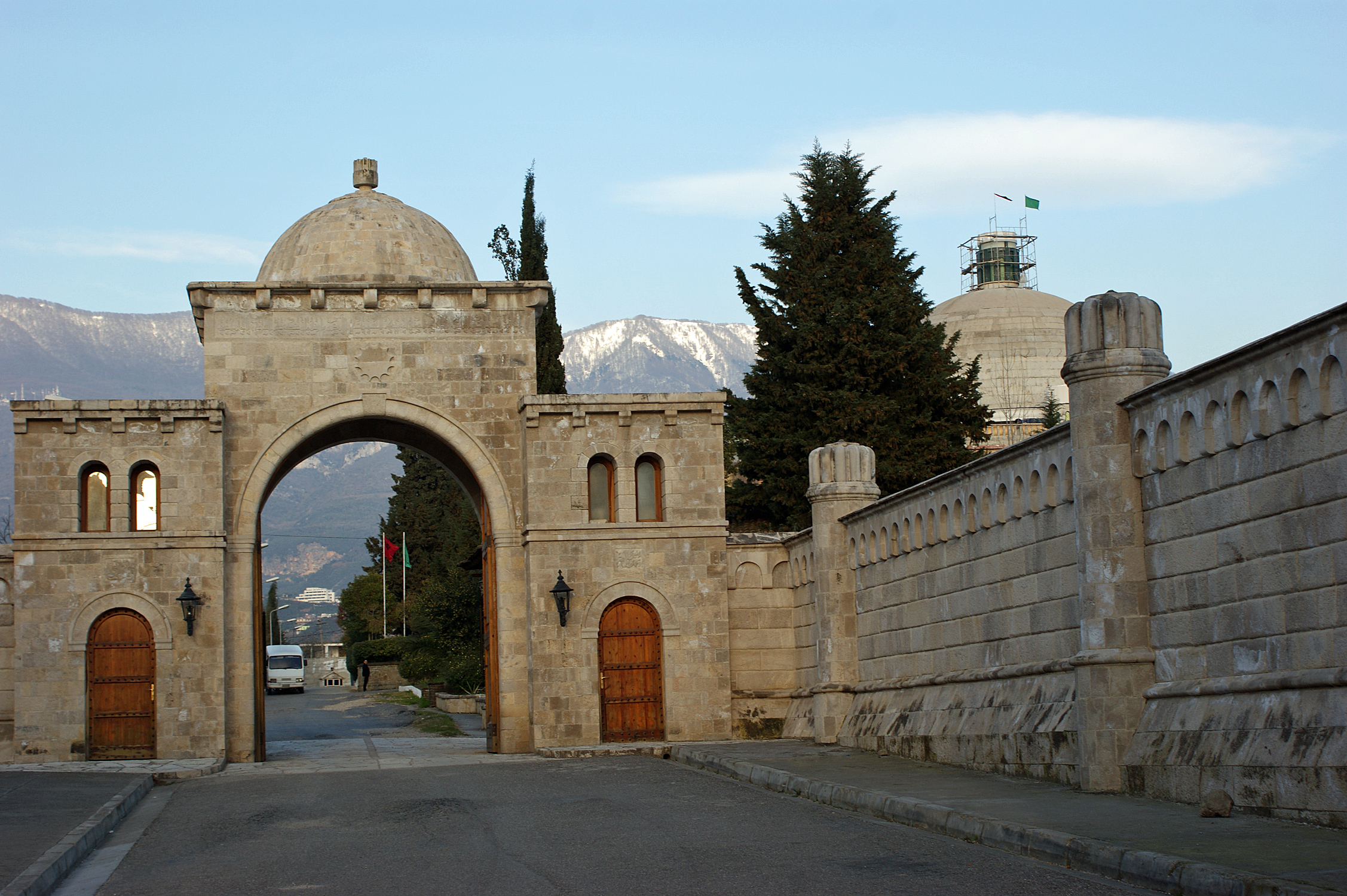
بوابة
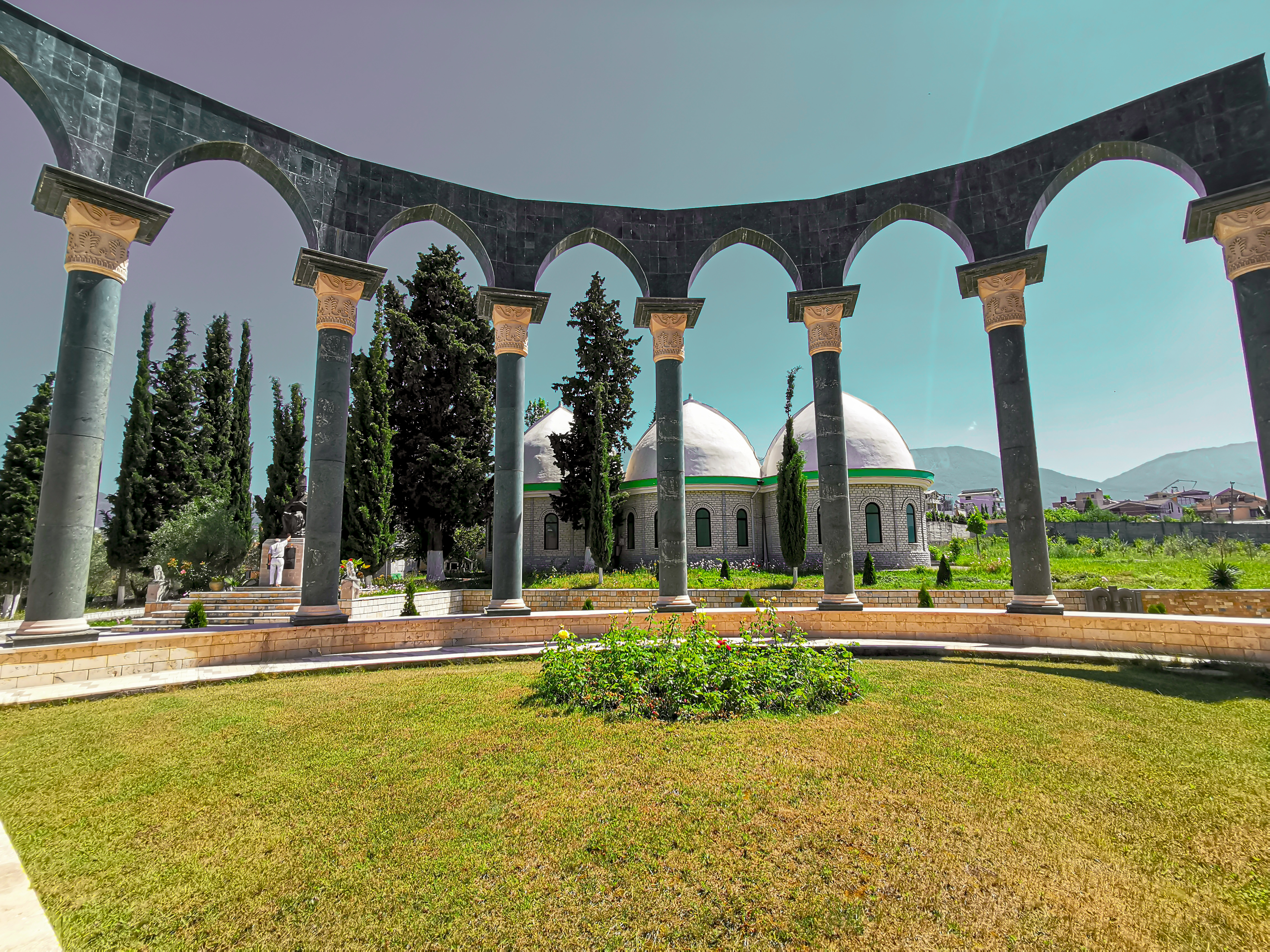
الأعمدة
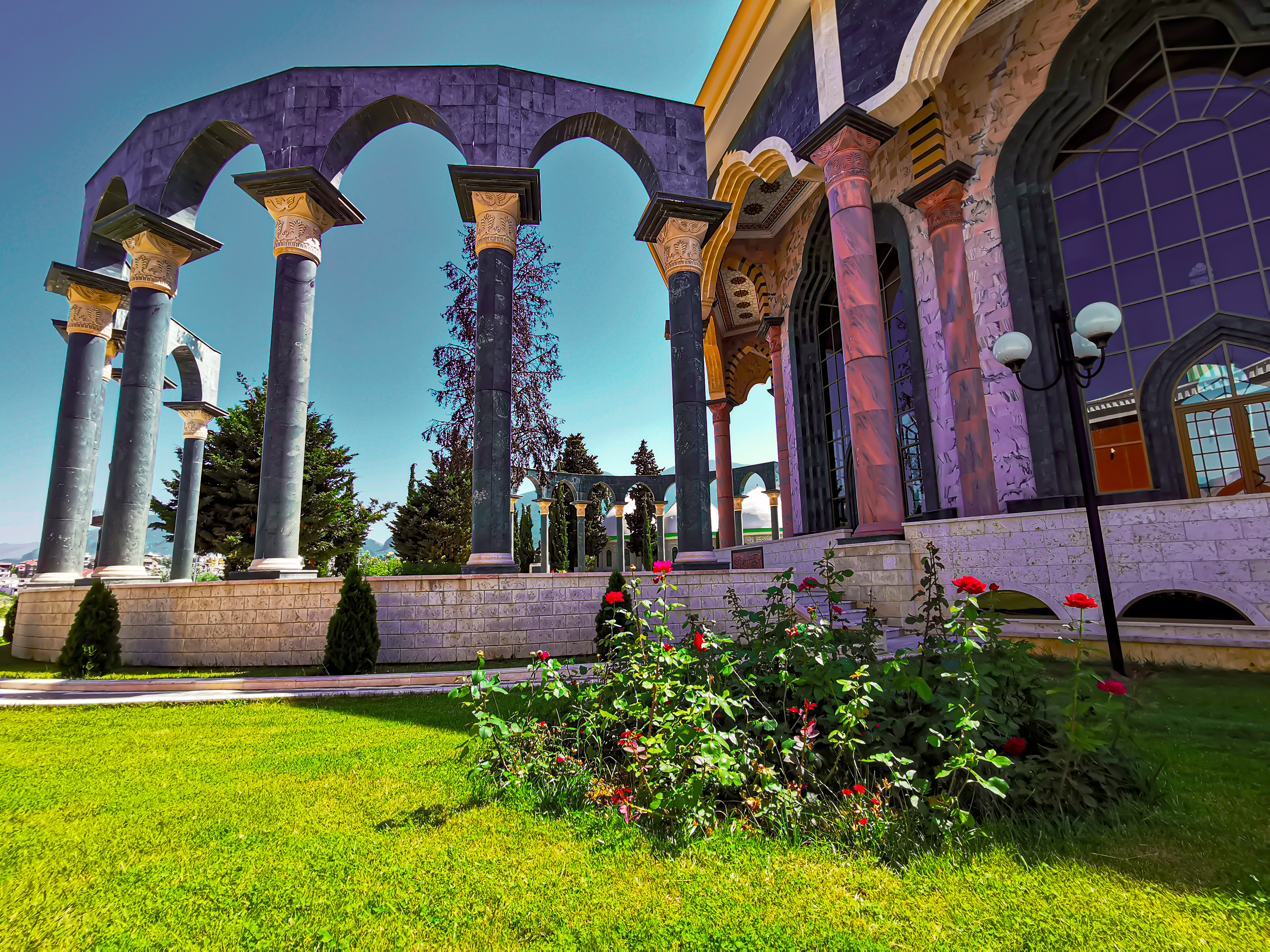
الأعمدة بجانب المبنى الرئيسي
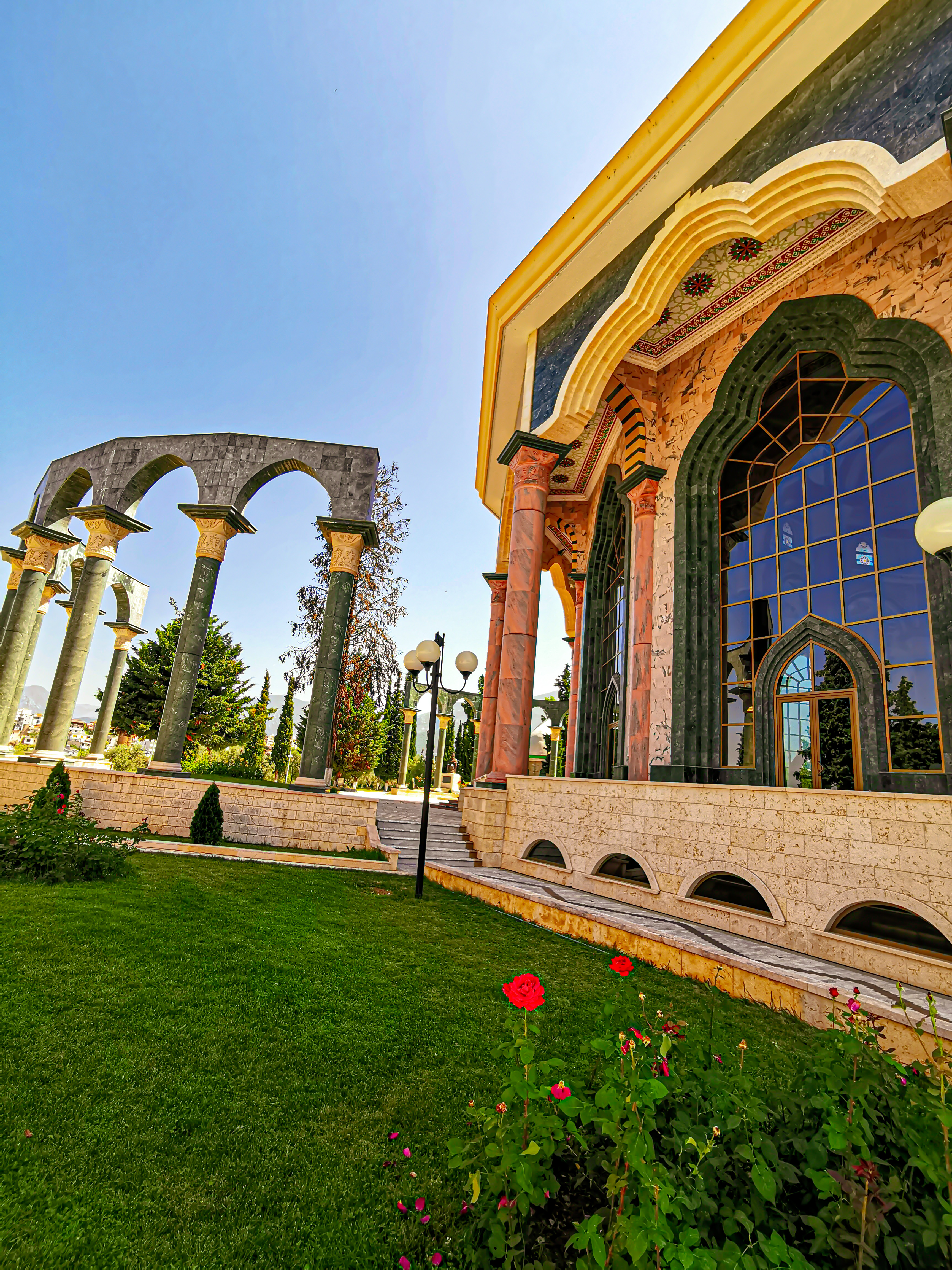
الأعمدة بجانب المبنى الرئيسي
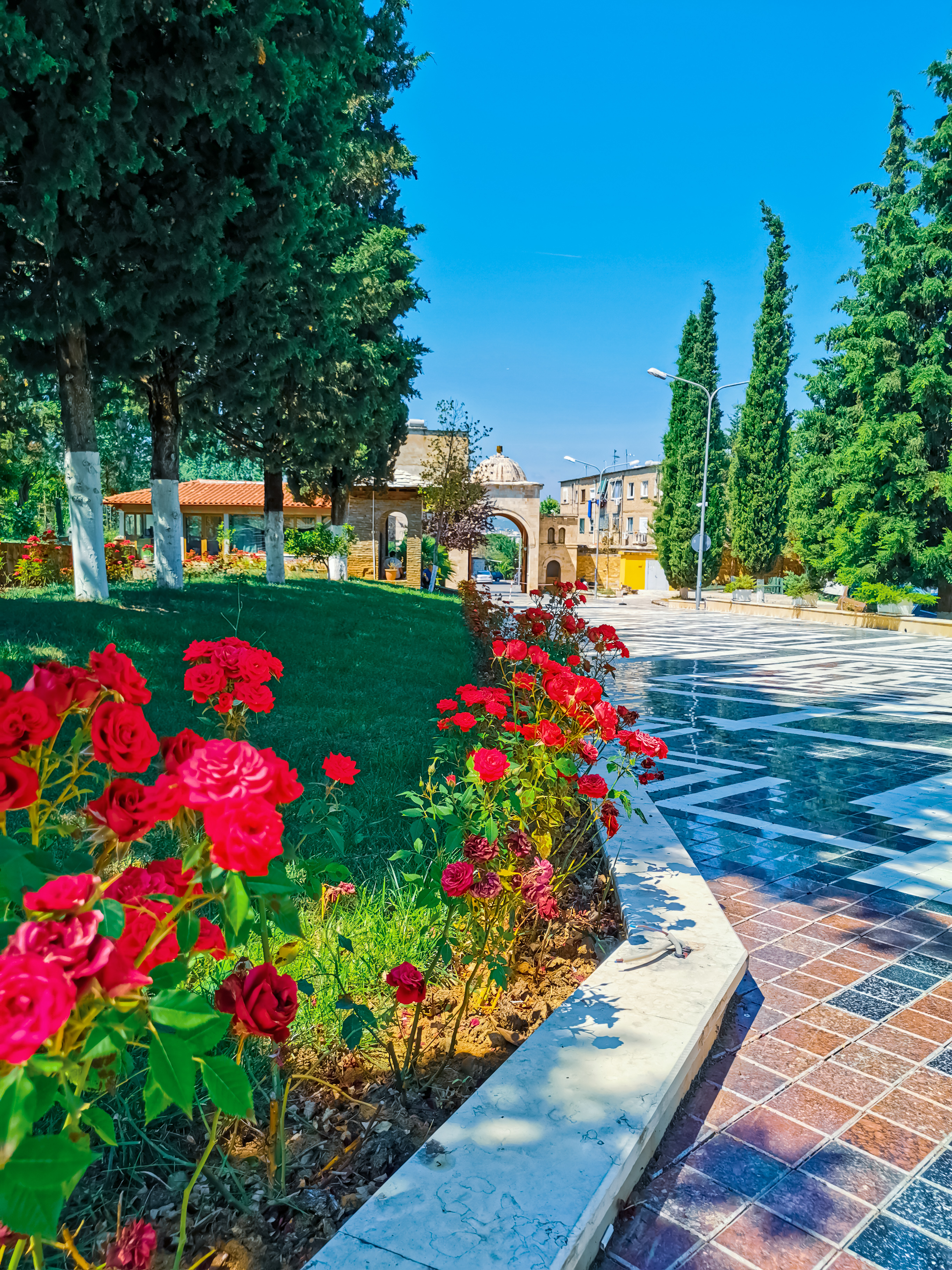
حديقة
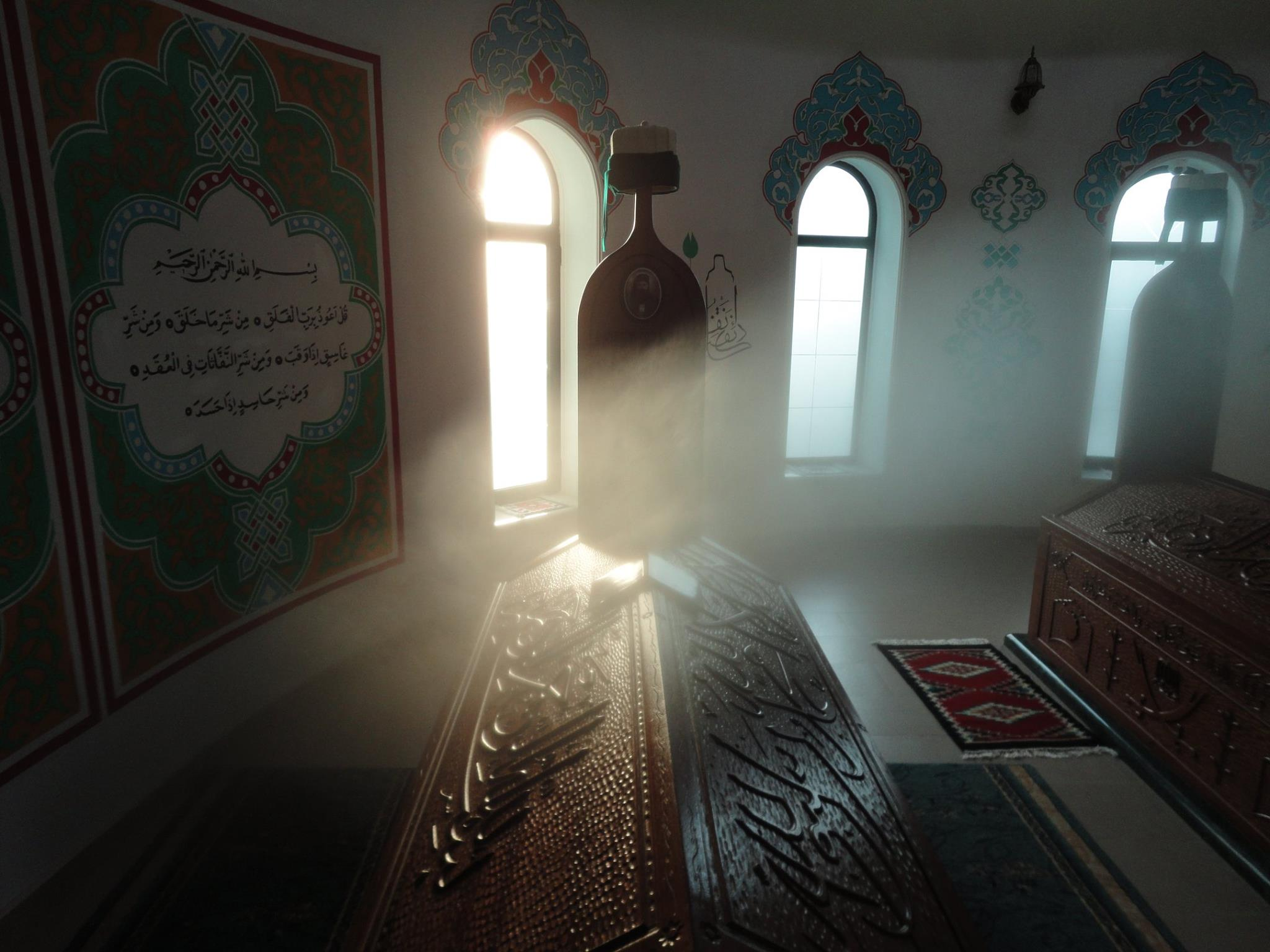
تربة أحمد مفتر[الإنجليزية] ديدي في كريجيشاتا

## طالع أيضًا
- قائمة التكايا والأضرحة البكتاشية[الإنجليزية]

## روابط خارجية
- الموقع الرسمي